# Terremoto de Samoa de 2009

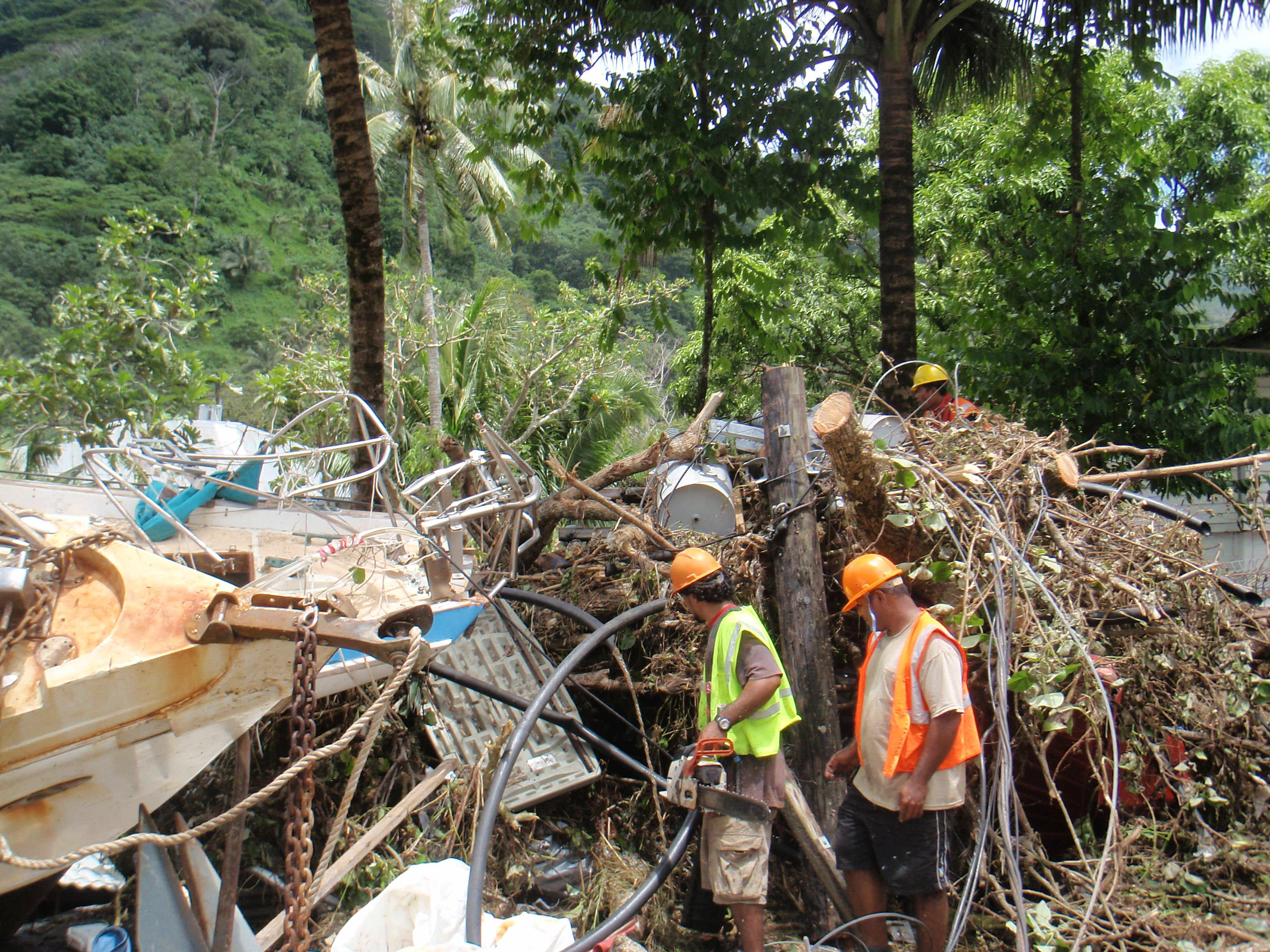
Destrozos en Samoa Americana.

El terremoto de Samoa de 2009 fue un sismo de magnitud 8,3 en la escala Richter que afectó el archipiélago de Samoa una  a las 06:48:11 hora local del 29 de septiembre de 2009 (17:48:11 UTC).
Generó tres maremotos separados, de los cuales el mayor se elevaba 1,6 metros del nivel del mar y fue registrado con una altura de 76 m en el punto del epicentro, que estaba cerca de la zona de subducción de Kermadec-Tonga en el cinturón de Fuego del Pacífico, donde las placas continentales se unen y son comunes las actividades volcánica y sísmica.
En Samoa Americana, la capital Pago Pago fue arrasada por cuatro olas de entre 4,6 y 6,1 metros de altura. Las olas avanzaron hasta 90 metros tierra adentro antes de retroceder. El presidente de Estados Unidos, Barack Obama, declaró Samoa Americana como zona de desastre.
En Samoa, la capital Apia fue evacuada totalmente y su población se refugió en las zonas altas. Las olas impactaron con más violencia al este de la isla de Upolu.
Tonga fue impactada por una ola de 4 metros que devastó sus costas.